# Monument à la paix et au souvenir de Gatineau
Le Monument à la paix et au souvenir de Gatineau, aussi connu sous le nom Plus jamais la guerre, est un monument situé dans la ville de Gatineau à l'angle du boulevard St-Joseph et du boulevard Alexandre-Taché devant le Manège militaire du Régiment de Hull. Ce mémorial a été conçu pour rendre hommage aux hommes, aux femmes et enfants hullois qui ont souffert à cause des guerres (la Première Guerre mondiale, la Seconde Guerre mondiale et la Guerre de Corée). Le monument fut inauguré le 11 novembre 1992,.

## Description
Les six sculptures murales dont l’orientation est convergente définissent cette progression vers l’objectif commun. L’utilisation de trois principaux matériaux (béton, acier, granit), dans des proportions variées, et de niveaux ascendants accentuent symboliquement l’impression de progression. L’oeuvre intègre une sphère personnifiant la terre mais aussi la plénitude. En plus d’être un point de repère visuel et un attrait au niveau du tissu urbain, le monument sert de place publique pour la tenue de divers types d’activités formelles et informelles, comme des cérémonies militaires et civiles et diverses manifestations.

## Histoire
Le projet du monument a connu une longue histoire dont l’idée remontent jusqu'en 1939 alors qu’un premier comité permanent du cénotaphe était formé à la filiale de Hull. De nombreuses personnes avaient soutenu cette cause, notamment monsieur Gaston Garceau qui a fait preuve de persévérance en favorisant l’avancement du projet au cours de la décennie 1980. Dans le but d’appuyer les démarches des légionnaires, un comité du monument du Souvenir a été formé en 1984 avec des représentants de la filiale de Hull et de la ville de Hull. En 1991, à la suite des démarches de monsieur Michel Légère, maire de la ville de Hull, auprès de l’honorable Marcel Masse, ministre de la Défense nationale, l’utilisation d’une parcelle de terrain située à l’avant du Manège de Salaberry était autorisée. En février 1992, Denis Massie, architecte-paysagiste, et son équipe étaient choisis par un jury officiel pour réaliser le Monument à la paix et au souvenir.
Le monument est inauguré le 11 novembre 1992 par la mairesse par intérim de la ville de Hull Ghislaine Chénier, le ministre de la Défense nationale Gaston Garceau, président national sortant de la Légion royale canadienne et les membres de la filiale de Hull.